# Liolaemus nitidus
Liolaemus nitidus — вид ігуаноподібних ящірок родини Liolaemidae. Ендемік Чилі.

## Поширення і екологія
Liolaemus nitidus мешкають в Центральному Чилі, від Атаками до Біобіо. Вони живуть в заростях чилійського маторралю. Зустрічаються на висоті до 3153 м над рівнем моря. Є всеїдними, відкладають яйця